# Jean Franko

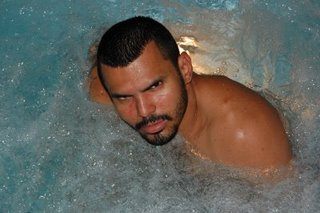
Jean Franko

Jean Franko (* 5. Dezember 1976 in Macuto, Bundesstaat Vargas) ist ein spanischer Pornodarsteller venezolanischer Herkunft.

## Leben

### Herkunft und Fashion-Model
Franko stammt aus einer gemischt venezolanisch-spanischen Familie. Er wurde im Norden Venezuelas geboren; als Geburtsjahre werden teilweise auch 1978 oder 1979 angegeben. Bei der Produktionsfirma Lucas Entertainment wird die venezolanische Hauptstadt Caracas als Geburtsort genannt; in anderen Quellen wird teilweise auch ungenau nur der Distrito Capital, also der Hauptstadtdistrikt Venezuelas, als Geburtsort angegeben.
1999 verließ Jean Franko Venezuela, um in Europa als Model zu arbeiten. Er begann seine Karriere als Fashion-Model bei dem bekannten spanischen Modeschöpfer Francis Montesinos. Unter dem Namen „Jean Carlos“ arbeitete er als Model u. a. in Istanbul, Mailand und Madrid. 2002 und 2003 lief er als Laufstegmodel bei der „Cibeles Madrid Fashion Week“. In Mailand machte er Aufnahmen mit dem Fotografen Gian Paolo Barbieri. Er arbeitete als Model für Tommy Hilfiger und wirkte als Tänzer in einem Musikvideo der Gipsy Kings mit. 2010 machte er mit dem Model Alexandra Fotoaufnahmen für die Kollektion 2010/2011 des Pariser Modemachers Hindi Mahdi.

### Pornografie
Franko war als Schauspieler in zahlreichen Filmen der Pornoindustrie zu sehen. Er wirkte sowohl in aktiven als auch passiven Oralsex-Szenen mit. In Analsex-Szenen übernahm er sowohl die „aktive“ Rolle (Top), als auch die „passive“ Rolle (Bottom). Er agierte im Verlaufe seine Karriere stets „versatile“ (aktiv/passiv). Mehrere seiner Filmauftritte enthielten intensive, leidenschaftliche Kuss-Szenen. 2007 und 2008 gewann er als bester Schauspieler bei den GayVN Awards. 2010 hatte sich Franko kurzzeitig aus dem Pornogeschäft zurückgezogen, war jedoch 2011 wiedereingestiegen.

#### Lucas Kazan
2004 gab Jean Franko sein Debüt als Pornodarsteller in dem Film Italian for the Beginner, einer Produktion des Studios und Regisseurs Lucas Kazan. In dem Coming-of-Age-Film über den jungen Mathieu (Mathieu Laffite), der nach Verona kommt, um Italienisch zu lernen und erotische Begegnungen mit Männern erlebt, hatte Franko eine Szene als Top mit dem ungarischen Pornodarsteller Roberto Giorgio. Franko hatte bereits mit seinem ersten Film großen Erfolg. Die Produktionsfirma Lucas Kazan beschrieb Frankos ersten Auftritt als einen der „besten, längsten und härtesten Geschlechtsakte“ in der Geschichte des Studios. Er erhielt daraufhin einen Exklusiv-Vertrag bei Lucas Kazan und bei Kristen Bjorn, zwei der bekanntesten Studios für schwule Pornografie. 
Anschließend wirkte er in der Lucas Kazan-Produktion Decameron: Two Naughty Tales (2004), die Motive aus Boccaccios Decamerone in schwule Pornografie überträgt, mit. Er verkörperte den Bauern Zeppa; Franko hatte in dem Film Oralsex und aktiven/passiven Analsex mit dem slowakischen Pornostar Eric Flower. In Kritiken wurde hierbei insbesondere auf Frankos Fähigkeit zu eindrucksvollen Mehrfach-Cumshots hingewiesen.
In Love and Lust (2005) spielte er einen sexgeilen Nachbarn, der nicht mehr an die Liebe glaubt und Männer als Lustobjekt ansieht. In einer Filmkritik wird seine Rolle als „local man-whore“ charakterisiert. Franko war in mehreren Szenen zu sehen, so in der Eröffnungsszene, einem Threesome mit Matthias Vannelli und Lucas Andrades, und in einer Szene mit dem ungarischen Pornodarsteller Julian Vincenzo, in der Franko wieder als Bottom agierte. Bei der DVD-Veröffentlichung des Films Love and Lust wurde Franko als Cover-Model ausgewählt. 
In dem mehrfach ausgezeichneten Pornofilm The School of Lovers (2006), einer schwulen Variante des Così fan tutte-Themas, verkörperte Franko die Hauptrolle des intriganten Drahtziehers Alfonso; als literarisches Vorbild diente dabei Mozarts Figur Don Alfonso. Für seine Rolle wurde Franko 2007 bei den GayVN Awards in der Kategorie „Bester Schauspieler in einem ausländischen Film“ (Best Actor in a Foreign Picture) ausgezeichnet. In The Men I Wanted (2007) hatte Franko in der Episode The Swimmer eine Sexszene mit Alexy Tyler; die Filmkulisse war ein Swimmingspool im Sonnenlicht, im Hintergrund sind die Hügel der Toscana zu sehen. Für diese Rolle erhielt Franko die Auszeichnung als „Bester Darsteller in einer fremdsprachigen Produktion“ (Best Actor in a Foreign Release). In Italians & Other Strangers (2008) agierte Franko (als Top) mit dem Newcomer Alessio Mancini. In Rough/Tender (2010) spielte er in der Eingangsszene des Films; sein Partner war der belgische Pornodarsteller Philippe Delvaux. In Giuseppe and His Buddies (2010) war Jean Franko, wieder als Top, ebenfalls in der Eröffnungsszene des Films zu sehen. Mit dem italienischen Pornodarsteller Giuseppe Pardi als Partner hatte er eine leidenschaftliche Outdoor-Sexszene und eine sich daran anschließende Szene auf einer Treppe in einem toskanischen Landhaus. Für seine Darstellung erhielt Franko hierfür 2010 in Los Angeles den JRL Award in der Kategorie „Best Latin Top Performer 2010“.

#### Kristen Bjorn
Neben Lucas Kazan Productions hatte Franko auch mit dem Pornostudio Kristen Bjorn einen Exklusiv-Vertrag. Sein Debüt für Kristen Bjorn hatte er 2005 in dem Porno-Streifen Manville: The City of Men, in einer Threesome-Szene mit Jed Wilcox und Rocky Oliveira. Es folgten u. a. die Filme Fire Dance (2006; mit einer Dreier-Szene mit Max Veneziano und Alex Ribeiro), El Rancho (2007; Szene 1 mit Jean Franko/Tommy Alvarez und Szene 4 mit Jean Franko als Top/Bottom/Gang Bang-Darsteller), Action! (2008; in einer Sex-Szene mit dem spanischen Pornodarsteller Hugo Martin als Pool-Boy), Skin Deep (2008; Teil 1 und 2) und Pride 2 (2009). 
2009 war er für seine Szene in Skin Deep gemeinsam mit Ricardo Safado, Rodrigo Ferrais, Rocco Banks, Harry Louis und Erik Demko in der Kategorie „Best Group Sex Scene“ nominiert. Für seine Szene in Pride 2 war er 2010 gemeinsam mit Arthur Gordon, Gustavo Arango, Ricci Julian, Bruno Jones und Dany Vargas in der Kategorie „Best Group Sex Scene“ nominiert.

#### Lucas Entertainment
Franko wirkte auch in einigen Filmen des Studios Lucas Entertainment mit. In Missing (2010) war der israelische Pornostar Jonathan Agassi sein Partner. Die Outdoor-Szene spielte an einem Pier mit dem Geräusch der Wellen im Hintergrund und enthielt zahlreiche Fetisch-Elemente (Bondage, Spitting, Slapping, BDSM). Franko verkörperte eine aggressive Rolle, agierte in dieser Szene aber letztendlich, durchaus entgegen schwuler Dramaturgie, als Bottom. 2011 folgte eine sog. „Audition“-Szene mit Tavor Wolf für den Film Auditions 43: Euro Boys; hierbei wurde Franko von seinem Missing-Partner Jonathan Agassi interviewt. In Men in Love (2012) war Jessie Colter Frankos Partner. Die Szene, die die romantische, zärtliche Seite beim Männersex betonte, wurde 2014 auch in die Kompilations-DVD Masculine Embrace aufgenommen.

#### Weitere Studios
2004 spielte Franko ein einziges Mal in einer Produktion von Falcon Entertainment mit. In dem Streifen Taking Flight, Part 1 war er in einer Gruppensex-Szene mit BDSM-Elementen zu sehen; seine Partner waren Brad Patton, Arpad Miklos und Dean Monroe. Zwischen 2005 und 2009 drehte Franko mehrere Szenen für das britische Porno-Label MenAtPlay; weitere Szenen folgten 2011 und 2012 nach seiner Rückkehr ins Pornogeschäft. Im Dezember 2016 wurde bei MenAtPlay, nach über dreijähriger Pause, eine weitere Szene mit Franko veröffentlicht, die den Titel Mantrap trägt und das Bondage-Thema in der schwulen Pornografie variiert. Zwischen März 2017 und Juni 2018 erschienen bei MenAtPlay weitere fünf Szenen mit Franko.
Franko arbeitete seit 2007 auch für verschiedene französische Porno-Labels, u. a. für Citebeur, StagHomme.com und CRUNCHBOY.fr. Hierbei trat Franko auch unter den Alternativnamen „Jean Franco“ und „Gian Franco“ auf; hierbei wurde er teilweise als Brasilianer vermarktet. Beim Label Citebeur erschien 2012 eine DVD exklusiv mit Szenen des belgischen Pornodarstellers Jonathan de Falco unter dem Titel Stany Falcone: Paris Sex Tour, in der u. a. Jean Franko sein Partner war; Franko wurde auch gemeinsam mit de Falco als Cover-Model präsentiert.
2009 spielte er bei Cazzo Film in den Pornofilmen Pizza Cazzone (als machohafter Automechaniker) und Big Business (als dominant-aggressiver Boss, der seinen Sekretär zum Diktat ruft und anschließend harten Sex mit ihm hat). In beiden Filmen wurde Franko als Top besetzt. 2012 erschien bei Cazzo Film eine Solo-Szene mit Jean Franko als Bonus zum Film Heiße Kisten.
Franko drehte außerdem für die britischen Porno-Labels UK Naked Men und Butch Dixon. Auf deren Online-Portalen wurde Franko in erotischen Photo-Sets und in Filmen (Solos, Duos) präsentiert. Im Juli und Oktober 2012 erschienen in den Rubriken „Drill My Hole“ und „The Gay Office“ insgesamt drei Szenen mit Franko bei dem Online-Label Men.com; seine Partner waren Goran, Damien Crosse und Lucio Saints. Seit Juli 2017 erschienen weitere 14 Szenen mit Franko bei dem Online-Label Men.com; seine Partner sind dabei schwerpunktmäßig europäische Pornodarsteller.
Seit Herbst 2014 erscheinen Videos mit Jean Franko auch auf der auf Latino-Darsteller spezialisierten Website Fuckermate.com; Frankos erster Film dort hatte den Titel A hot welcome.

### Tätigkeit als Model und Stripper
Neben seiner Tätigkeit als Pornodarsteller war Franko auch als Model in der Erotikbranche tätig. Er war mehrfach Cover-Model verschiedener internationaler Erotik-Magazine im Gay-Bereich. Die Ausgaben enthielten mehrseitige Fotostrecken von Franko mit erotischen Fotos, in denen er meist vollständig nackt und häufig mit erigiertem Penis abgebildet war. Zwischen 2006 war 2009 wurde er mehrfach für das schwule Erotik-Magazin Honcho abgelichtet, u. a. im März 2005, Juli 2005, April 2006, Juli 2006, Januar 2007, Januar 2008, August 2008, Dezember 2008, Januar 2009 und zuletzt im März 2009.
Weitere Fotostrecken mit Franko erschienen unter anderem in den Magazinen Machismo (Sommer 2005), Torso (September 2005/September 2006/November 2007), Latin Inches (März 2006), XXXShowcase (August 2006), Inches (Februar 2007), XFactor (November 2007) und Unzipped (März 2009). Fotostrecken gab es auch in dem deutschen Erotikmagazin Macho (März 2009)  sowie in den Magazinen Toy (Nr. 287) und Hart! 15 (März 2010). Im Februar 2011 war er auf der Titelseite des französischen Magazins TribuMove.
Lucas Kazan wählte Franko als Cover-Model für das erotische Foto-Buch Italian Style aus, das 2008 im Bruno Gmünder Verlag erschien. Das Buch enthielt zahlreiche Fotos mit Franko in Einzelaufnahmen, Duos und Gruppenszenen. Im Bruno Gmünder Verlag erschienen 2007 und 2008 außerdem zwei exklusive Bildbände des Porno-Labels MenAtPlay, in dem Franko als MenAtPlay-Model in erotischen Fotos präsentiert wurde. Es handelte sich dabei um speziell für den Fotomarkt produzierte, mehrseitige Softcore-Fotostrecken; Franko wurde dabei u. a. in einem weißen, eleganten Anzug, im Business-Look, halbnackt und mit teilweise erigiertem Penis abgelichtet. Franko war außerdem auf dem Cover von Kalendern.
Franko arbeitete außerdem als Tänzer und Stripper in verschiedenen Clubs, u. a. in den Clubs Salvation's und Apollo T-dance, zwei der angesagtesten Clubs in Barcelona, und im Art Club in Norditalien. Er ist außerdem Veranstalter von Events und Partys für ein speziell homosexuelles Publikum. Franko veranstaltete unter der Marke TheOneX Gay-Partys u. a. in Brüssel, Mailand, Athen und Tel Aviv. Unter der Marke TheOneX wurden auch T-Shirts und Bademode verkauft. Bei seinen Veranstaltungen und Partys tritt er mittlerweile auch als DJ auf. Franko arbeitete, eigenen Aussagen zufolge, niemals als Escort. Auf der Webseite Rentboy.com findet sich allerdings ein Profil Frankos, in dem er Dienste als Escort anbietet.

### Privates
Franko lebte seit Anfang der 1980er Jahre in zahlreichen Städten Europas, u. a. in Mailand (für zwei Jahre), Berlin, in der Schweiz und in London. Er lebt aktuell (Stand: Januar 2015) in Barcelona. Zu seinen Hobbys gehören Schwimmen und Kino. Er besitzt eine DVD-Sammlung mit über 500 Kinofilmen. Außerdem sammelt er Teddybären, teils Geschenke von Verehrern und von seiner Mutter. Zu seinem Lieblingsessen gehört Sushi. Bei privatem Sex bevorzugt er „Doggie Style“. Seit 2011 besitzt Franko auch die spanische Staatsbürgerschaft. 

## Rollen-Image und Vermarktung
Franko gilt in der schwulen Porno-Branche als Super-Star; in spanischsprachigen Publikationen ist u. a. von ihm als „el super porn star“ oder „Super Star latino“ die Rede. Im Fetisch-Genre war er insbesondere auf Suits, also Männer in Anzügen und eleganten Outfits, spezialisiert.
Jean Franko wurde/wird aufgrund seines Aussehens im Rollentypus des Latin Lovers eingesetzt. Als äußere Merkmale wurden dabei sein gutes Aussehen, sein schwarzes Haar, seine olivfarbene, dunkle Haut, sein Oberlippenbart/Bart und seine behaarte Brust hervorgehoben. In einer Filmkritik hieß es: „He has classic dark good looks, jet-black hair, a goatee and a body of solid marble, covered by the most perfect mat of fuzzy hairy.“ Häufig stellte er in seinen Rollen den dominant-aggressiven, unbezwingbaren Macho dar. Virilität, Männlichkeit, Sinnlichkeit und erotische Ausstrahlung waren die ihm zugeschriebenen Attribute. Franko wurde u. a. als „epitome of virile masculinity“ bezeichnet. Die deutsche Produktionsfirma Cazzo Film vermarktete ihn als „Latinohengst“. Frankos Männlichkeit und Machismo wird durch großflächige Tattoos verstärkt: ein Adler am Beim (im Jahr 2002), ein muskulöser Zentaur auf der Spitze der linken Schulter (2008) und der Satz auf: „Gott allein kann mich beurteilen“ auf dem linken Unterarm (2009).

## Preise und Auszeichnungen (Auswahl)
- 2007: GayVN Awards, The School for Lovers, Lucas Kazan Productions
- 2008: GayVN Awards, The Men I Wanted, Lucas Kazan Productions

## Filmografie
- 2004: Italian for the Beginner (Lucas Kazan Productions)
- 2004: Taking Flight, Part 1 (Falcon Entertainment)
- 2004: Decameron: Two Naughty Tales (Lucas Kazan Productions)
- 2005: Manville: The City of Men (Kristen Bjorn)
- 2005: Love and Lust (Lucas Kazan Productions)
- 2006: The School for Lovers (Lucas Kazan Productions)
- 2006: Fire Dance (Kristen Bjorn)
- 2007: The Men I Wanted (Lucas Kazan Productions)
- 2007. Du Muscle (Citebeur)
- 2007: Du Zob (Citebeur)
- 2008: Italians & Other Strangers (Lucas Kazan Productions)
- 2008: Action!(Kristen Bjorn)
- 2008: Skin Deep Part 1 (Kristen Bjorn)
- 2008: Skip Deep Part 2 (Kristen Bjorn)
- 2009: Pizza Cazzone (Cazzo Films)
- 2009: Big Business (Cazzo Film)
- 2009: Pride 2 (Kristen Bjorn)
- 2010: Rough/Tender (Lucas Kazan Productions)
- 2010: Missing (Lucas Entertainment)
- 2010: Giuseppe and His Buddies (Lucas Kazan Productions)
- 2011: Auditions 43: Euro Boys (Lucas Entertainment)
- 2011: Hustlers (MenAtPlay Productions)
- 2012: Men in Love (Lucas Entertainment)
- 2012: Stany Falcone: Paris Sex Tour (Citebeur)
- 2012: Madrid Bulls (Reging Stallion Studios)
- 2012: Heiße Kisten (Cazzo Film; Solo, Bonus)
- 2014: Masculine Embrace (Lucas Entertainment; Kompilation)